# Józef Kisielewski (oficer)
Józef Kisielewski (ur. 15 marca 1891 w Sanoku, zm. we wrześniu 1941 w Odessie) – oficer artylerii Wojska Polskiego II RP.

## Życiorys
Józef Kisielewski urodził się 15 marca 1891 w Sanoku. Po zakończeniu I wojny światowej, jako były żołnierz Legionów Polskich został przyjęty do Wojska Polskiego i zatwierdzony do stopnia podporucznika. Został awansowany na stopień porucznika artylerii ze starszeństwem z dniem 1 czerwca 1919, a następnie na stopień kapitana ze starszeństwem z 1 lipca 1923. W latach 20. i 30 był oficerem 12 pułku artylerii polowej (lekkiej) w Złoczowie. W 1939 był II oficerem sztabu tego pułku
Po wybuchu II wojny światowej i agresji ZSRR na Polskę został aresztowany przez sowietów. Zmarł we wrześniu 1941 w Odessie.

## Odznaczenia
- Krzyż Niepodległości
- Krzyż Walecznych